# إعلام كوستاريكا
احتلت كوستاريكا المرتبة السادسة عشرة في مؤشر حرية الصحافة العالمي لعام 2015 مما جعلها أعلى بلد في أمريكا اللاتينية.

## الصحف
- لا جاسيتا[2]
- لا ناسيون[3]
- لا ريبليكا[4]
- أخبار كوستاريكا[5]
- دياريو إكسترا[6]
- الضياء[7]
- لا برينسا ليبر[8]
- إل فينانسيرو[9]
- سيماناريو يونيفرسيداد[10]
- ذا تيكو تايم[11]
- تيمبوس ديل موندو[12]

## المجلات
- ريفيستا بيرفيل
- إيكا[13]
- أكتياليداد إكونوميا[14]
- أبيتيو[15]
- مجلة ضيف كوستاريكا[16]
- دليل العقارات في كوستاريكا[17]
- الخلاصة[18]
- في كوستاريكا[19]
- كاسا جاليريا[20]

## قنوات تلفزيّة
- تيلونوتيكياس: القناة 7[21]
- نوتيكياس ريبريتيل: القناة 6 [22]
- لاس نوتيسياس: القناة 11 [23]
- تيليدياريو: القناة 13
- إكسترا نوتيكاس: القناة 42[24]
- مجلة كوستاريكا ترافيلر[25]
- نوتيكياس تيلينورتي: القناة 14
- تيلينوتيكياس: القناة 24
- إل هيرالدو تي في: القناة 44

## راديو
- راديو يو[26]
- بيتز 106[27]

## الإنترنت
- كوستاريكا بيزنس نيوز[28]
- كوستاريكا ستار[29]
- إنفورماتيكو[30]
- البرِيجُون[31]
- فوتبول كوستاريكا[32]
- كيو كوستاريكا[33]